# Friedrich Philippi
Pour les articles homonymes, voir Philippi.
Gustav Friedrich Dettmar Philippi (né le 14 juillet 1853 à Elberfeld et mort le 26 avril 1930 à Münster) est un professeur d'université, historien et archiviste allemand.

## Biographie
Diplômé du lycée d'Elberfeld (1872), Friedrich Philippi étudie la philologie à l'Université de Bonn, où il est membre de la Burschenschaft Alemannia Bonn et obtient un doctorat magna cum laude (sujet de sa thèse : De Tabula Peutingeriana - Die Peutingersche Tafel, une ancienne carte militaire romaine montrant le réseau routier de l'Espagne à l'Inde) de Heinrich von Sybel. À Bonn, il entre au service des archives prussiennes. Il fait étape aux archives d'État à Berlin et Stettin, en 1888, il devient chef des archives d'État à Osnabrück, à partir de 1897 directeur des archives d'État de Münster. En 1886, il identifie la tête de Barberousse de Cappenberg (de) comme un portrait du Hohenstaufen Frédéric Ier. Philippi est de 1897 à 1903 président et directeur général de la Commission des antiquités de Westphalie (de) et de 1899 à 1908 président de la Commission historique de Westphalie. Entre 1897 et 1901, il dirige les travaux d'excavation du camp romain près de Haltern.
À partir de 1900, Philippi est professeur honoraire d'histoire à la faculté philosophique et scientifique, d'abord à l'Académie théologique et philosophique de Münster, et en 1923, il reçoit un doctorat honorifique de la faculté de droit. Il est enterré au cimetière central de Münster (de). L'éloge est prononcé par son ami, le théologien Julius Smend. En 1960, une rue de Munster porte son nom.

## Famille
Philippi est le plus jeune enfant du président du tribunal de district Johann Friedrich Hector Philippi (de) d'Elberfeld. Son frère aîné est le peintre Heinrich Ludwig Philippi. Il est marié à Mathilde Steinkopff (1868-1961). Son fils Dettmar Philippi (1889-1981) est impliqué dans la lutte de l'Église et membre du synode d'État protestant.

## Travaux (sélection)
- (mit Roger Wilmans (de)): Die Kaiserurkunden der Provinz Westfalen 777–1313, Münster 1867/1881, Digitalisat.
- De tabula Peutingeriana. Accedunt fragmenta Agrippae geographica. Bonn 1876.
- Die Siegel des XI. und XII. Jahrhunderts und die Reitersiegel. Münster 1882 (= Die westfälischen Siegel des Mittelalters, 1).
- Zur Geschichte der Reichskanzlei unter den letzten Staufern Friedrich II., Heinrich (VII.) und Konrad IV. Coppenrath, Münster 1885.
- (Bearb.): Siegener Urkundenbuch, 2 Bde., Siegen 1887–1926 (ND Osnabrück 1975).
- (Hrsg. mit Hermann Forst): Die Chroniken des Mittelalters, Osnabrück 1891 (= Osnabrücker Geschichtsquellen und Forschungen, 1) ND 1977.
- Osnabrücker Urkundenbuch, 3 Bde., Osnabrück 1892–1899 (ND Osnabrück 1969–1977).
- Zur Verfassungsgeschichte der westfälischen Bischofsstädte. Osnabrück 1894 Digitalisat bei der UB Bielefeld.
- (Bearb.): Westfälische Landrechte, Münster i. W. 1907.
- (Bearb. mit F. Teubner): Siegel, Leipzig 1914 (= Urkunden und Siegel in Nachbildungen für den akademischen Gebrauch, 4).
- Einführung in die Urkundenlehre des deutschen Mittelalters. Bonn 1920.
- Atlas zur weltlichen Altertumskunde des deutschen Mittelalters. Bonn [u. a.] 1923/24.
- Geschichte Westfalens. Paderborn 1926, Digitalisat bei der UB Bielefeld.